# ساختمان مت‌لایف
ساختمان مت‌لایف، (به انگلیسی: MetLife Building) که پن امریکن نیز نامیده می‌شود، ساختمان اداری شرکت مت‌لایف است. این آسمان‌خراش در خیابان پارک، در مرکز منهتن، در شهر نیویورک قرار دارد. ساختمان مت‌لایف هنگامی که در ۷ مارس ۱۹۶۳ بازگشایی شد، بلندترین ساختمان اداری در جهان بود.
این ساختمان یکی از صد ساختمان بلند، در ایالات متحده آمریکا است، که ارتفاع آن ۲۴۶ متر بوده و دارای ۵۹ طبقه می‌باشد. بر اساس گزارش مرکز آسمان خراش، از سال ۲۰۲۱، این ساختمان دارای ۸۵ آسانسور است.

## در حوزه سینمایی
این ساختمان در فیلم‌هایی نظیر آرماگدون، اگه میتونی منو بگیر، گودزیلا و چارلی و کارخانه شکلات‌سازی و تبدیل شوندگان ۲ ، همچنین در بازی‌های ویدئویی مثل اتومبیل‌دزدی بزرگ ۴ (به نام گتا لایف) و کرایسیس ۲ دیده می‌شود.

## نگارخانه

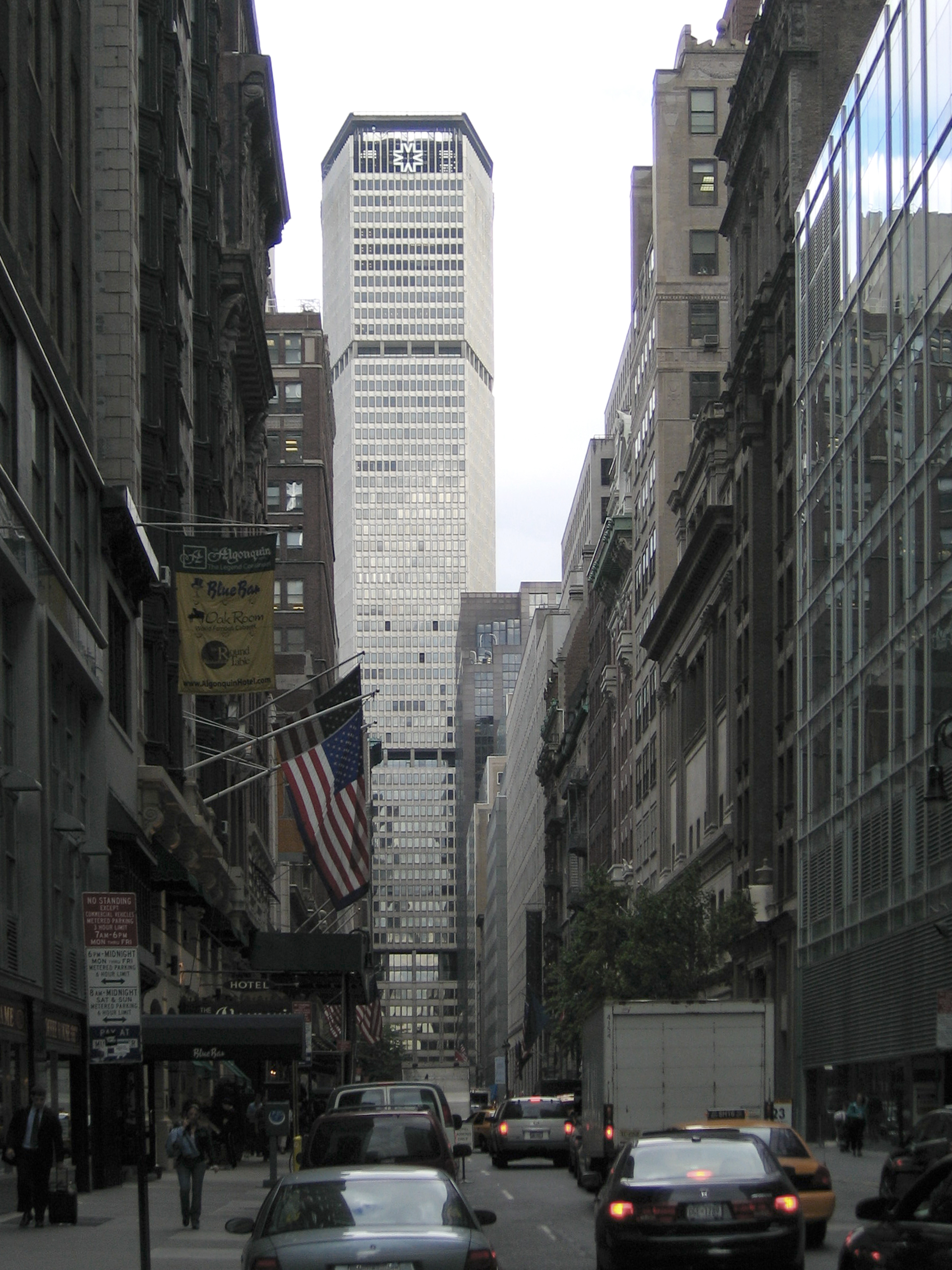
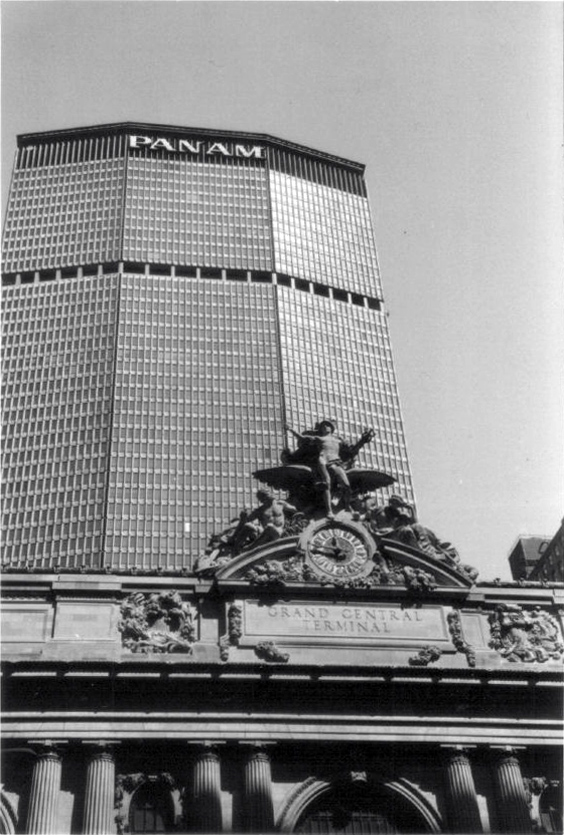
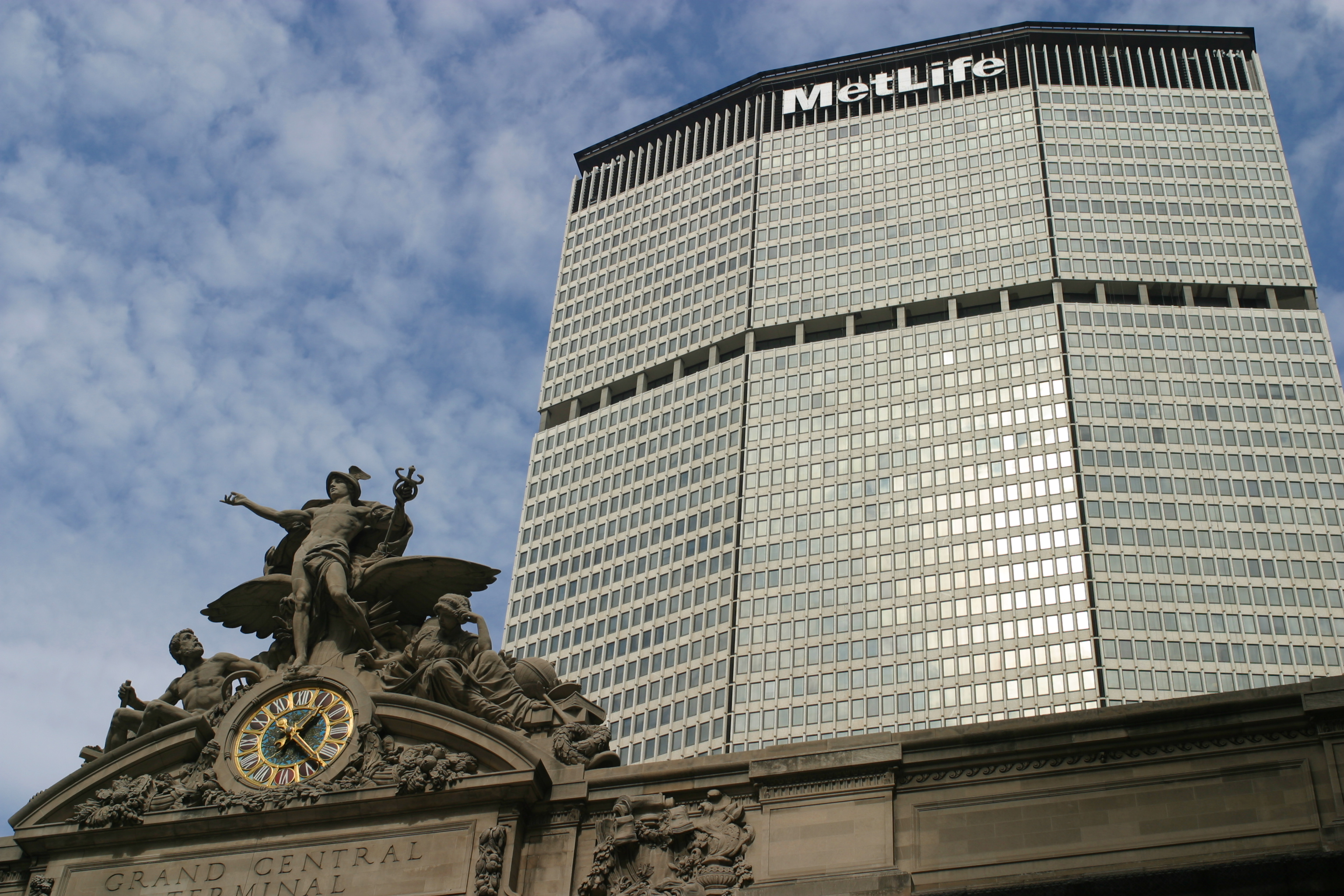
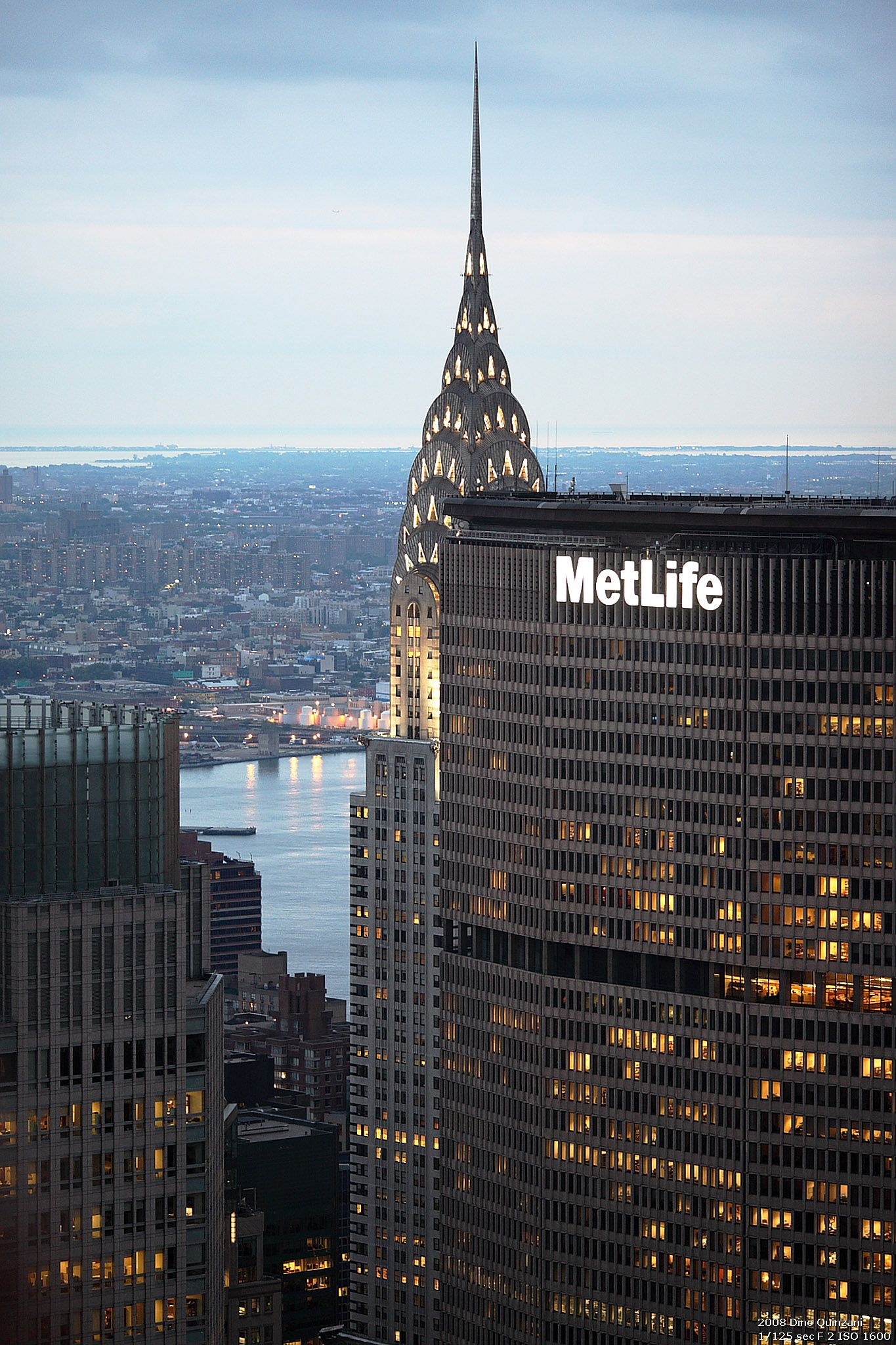
ساختمان مت لایف ( در نمای پشتی ساختمان کرایسلر دیده می‌شود)